# Judy Nagel
Judy Ann Nagel, ameriška alpska smučarka, * 27. avgust 1951, Seattle, ZDA.
Nastopila je na Olimpijskih igrah 1968, kjer je dosegla dvanajsto mesto v veleslalomu, in Svetovnem prvenstvu 1970, kjer je osvojila peto mesto v slalomu. V svetovnem pokalu je tekmovala tri sezone med letoma 1968 in 1970 ter dosegla tri zmage in še devet uvrstitev na stopničke. V skupnem seštevku svetovnega pokala je bila najvišje na šestem mestu leta 1970, ko je bila tudi četrta v veleslalomskem seštevku, leta 1969 pa je bila četrta v slalomskem seštevku.
Tudi njena sestra Cathy Nagel je bila alpska smučarka.